# 92 흑장미 대 흑장미
92 흑장미 대 흑장미(Black Rose Vs. Black Rose, 92黑玫瑰對黑玫瑰)는 홍콩에서 제작된 유진위 감독의 1992년 액션, 코미디 영화이다. 양가휘 등이 주연으로 출연하였다.

## 출연

### 주연
- 양가휘
- 소미기
- 모순균
- 풍보보
- 황윈스
- 진휘홍
- 임입삼
- 손명취